# مايك دوناهو
مايك دوناهو (بالإنجليزية: Mike Donahue)‏ هو لاعب كرة قدم أمريكية أمريكي، ولد في 14 يونيو 1876 في مقاطعة كري في جمهورية أيرلندا، وتوفي في 11 ديسمبر 1960.

## وصلات خارجية
- مايك دوناهو على موقع كلية كرة السلة في سبورتس رفرنس.كوم (الإنجليزية)